# Montserrat Caballé
Maria de Montserrat Viviana Concepción Caballé i Folc, ismertebb nevén Montserrat Caballé; (Barcelona, 1933. április 12. – Barcelona, 2018. október 6.) katalán opera-énekesnő, világhírű szoprán.

## Élete és munkássága
Caballé Barcelonában született. A Liceu zenekonzervatóriumban tanult Eugenia Kemény vezetése alatt. Tanulmányai befejezése után, 1956-ban a bázeli operaházhoz szerződött, ahol 1957-ben Mimi szerepében debütált Puccini Bohéméletében. Az 1960/61-es szezonban a brémai operaház énekese volt, itt alakította ki széles körű repertoárját. 1962-ben visszatért Barcelonába, ahol Arabella szerepében debütált Richard Strauss azonos című operájában.
1964-ben kötött házasságot Bernabé Martí tenorral. Lányuk Montserrat Martí (Montsita) szintén szoprán énekesnő.
Áttörő sikert és ezzel együtt világhírnevet 1965-ben szerzett, amikor a New York-i Carnegie Hallban elénekelte Donizetti Lucrezia Borgia című operájának főszerepét, Marilyn Horne-t helyettesítve. Még abban az évben részt vett a glyndebourne-i operafesztiválon és szerződést kötött a New York-i Metropolitan Operaházzal, ahol Richard Strauss A rózsalovagjának női főszerepét, valamint Marguerite szerepét énekelte el Gounod Faustjában. 1965 decemberében visszatért a Carnegie Hallba, ahol I. Erzsébet angol királynő szerepét énekelte Donizetti Roberto Devereux operájából.
1966-ban részt vett a firenzei operafesztiválon, ahol Leonora szerepét énekelte Verdi Trubadúrjában. 1969-ben a Veronai Arénában Plácido Domingo és Piero Cappuccilli társaságában énekelte el Verdi Don Carlosának főszerepét.
A milánói Teatro alla Scalában 1970-ben debütált Donizetti Lucrezia Borgia operájának főszerepében, 1972-ben pedig a londoni Covent Gardenben énekelte Violetta szerepét Verdi Traviatájában.
Karrierjének csúcsára 1974-ben jutott, amikor januárban az Aida címszerepét énekelte Barcelonában, márciusban A szicíliai vecsernye főszerepét New Yorkban, majd Moszkvában a Normát és Milánóban az Adriana Lecouvreur főszerepét. Ugyancsak ebben az évben orvosi beavatkozáson esett át, amelynek során egy daganatot távolítottak el testéből, de 1975 tavaszára teljesen felépült.
Mivel az évek során sokat vesztett hangjának tisztaságából és erejéből, drámaibb és magasabb fokú expresszivitást igénylő darabok felé fordult. Ennek jegyében 1978-ban Puccini Toscáját énekelte Luciano Pavarotti oldalán.
Caballét bel canto szerepei emelték ugyan híressé, de változatos repertoárt énekelt barokk operáktól Verdiig, Wagnertől Pucciniig. Az opera mellett szívesen énekelt katalán, illetve spanyol népdalokat.
1988-ban Freddie Mercuryval közösen operai hatású könnyűzenei nagylemezt adtak ki Barcelona címen. Az album fő dala a Barcelona volt, amely az 1992-es barcelonai olimpiai játékok egyik hivatalos dala volt. A tervek szerint közösen adták volna elő a nyitóünnepségen, de Mercury halála miatt ez meghiúsult. Caballé az 1999-es UEFA Champions League nyitómérkőzése előtt, a barcelonai Camp Nou stadion felavatásakor élőben előadta a dalt.
Az utóbbi évtizedekben Caballé számos jótékonysági célú rendezvényt szervezett és támogatott. Az UNESCO jószolgálati nagykövete.
2012. október 20-án enyhe szélütést kapott, ezért néhány hétig kórházban feküdt. 2018. október 6-án hunyt el.